# Atletismo nos Jogos Pan-Americanos de 2003 - Salto em distância feminino
A prova do salto em distância feminino nos Jogos Pan-Americanos de 2003 foi realizada em 5 de agosto de 2003. 

## Calendário
| Data        | Fase  |
| ----------- | ----- |
| 5 de agosto | Final |

## Medalhistas
| Ouro   | CAN Alice Falaiye    |
| Prata  | BAH Jackie Edwards   |
| Bronze | CUB Yargelis Savigne |

## Recordes
Recordes mundial e pan-americano antes da disputa dos Jogos Pan-Americanos de 2003.
| Tipo                             | Atleta               | Tempo  | Local        | Data                 |
| -------------------------------- | -------------------- | ------ | ------------ | -------------------- |
|                                  | Galina Chistyakova   | 7.52 m | Leningrado   | 11 de junho de 1988  |
| Recorde dos Jogos Pan-Americanos | Jackie Joyner-Kersee | 7.45m  | Indianápolis | 13 de agosto de 1987 |

## Resultados
| Posição | Atleta               | Tentativas | Tentativas | Tentativas | Tentativas | Tentativas | Tentativas | Final     |
| Posição | Atleta               | 1          | 2          | 3          | 4          | 5          | 6          | Resultado |
| ------- | -------------------- | ---------- | ---------- | ---------- | ---------- | ---------- | ---------- | --------- |
| 1       | CAN Alice Falaiye    | 5.98       | 6.42       | 6.43       | 6.43       | X          | X          | 6.43 m    |
| 2       | BAH Jackie Edwards   | X          | 6.38       | 6.41       | 6.11       | 6.22       | X          | 6.41 m    |
| 3       | CUB Yargelis Savigne | 6.22       | 5.97       | 6.33       | 6.33       | 3.93       | 6.40       | 6.40 m    |
| 4       | DOM María Espencer   | X          | 6.19       | 6.19       | 5.98       | 6.20       | 6.31       | 6.31 m    |
| 5       | USA Tameisha King    | 6.05       | 6.03       | 5.88       | 5.86       | 6.09       | 6.08       | 6.09 m    |
| 6       | USA Rose Richmond    | 5.71       | 5.87       | 6.01       | 5.92       | 5.86       | 5.86       | 6.01 m    |
| 7       | URU Mónica Falcioni  | 5.54       | 5.74       | 5.85       | X          | 5.89       | 5.90       | 5.90 m    |
| 8       | BAH Daphne Saunders  | 5.79       | 5.82       | 5.71       | 5.76       | 5.75       | 5.90       | 5.90 m    |
|         |                      |            |            |            |            |            |            |           |
| 9       | JAM Colleen Scott    | 5.76       | X          | 5.62       |            |            |            | 5.76 m    |
| 10      | BIZ Tricia Flores    | -          | 4.90       | -          |            |            |            | 4.90 m    |
| —       | PUR Yesenia Rivera   | -          | X          | X          |            |            |            | NM        |